# Michael Riley
Pour les articles homonymes, voir Riley.
Pour le joueur de hockey sur glace, voir Mike Reilly. Pour le joueur de football canadien, voir Michael Reilly. Pour l'arbitre de football, voir Mike Riley.
Michael Riley est un acteur canadien, né le 4 février 1962 à London (Ontario).

## Filmographie

### Comme acteur

#### Cinéma
- 1987 : 260 chrono (No Man's Land) : Horton
- 1991 : Diplomatic Immunity : Les Oberfell
- 1991 : Perfectly Normal : Renzo Parachi
- 1993 : Mustard Bath : Matthew Linden
- 1993 : Because Why : Alex
- 1993 : The Making of '...And God Spoke' : Clive Walton
- 1995 : Butterbox Babies : Russell Cameron
- 1995 : French Kiss : M. Campbell
- 1996 : The Prince : Roy Timmons
- 1997 : Pale Saints : Dody
- 1997 : Amistad : Officier anglais
- 1998 : The Grace of God : Chip
- 1998 : Heart of the Sun : Père Ed
- 1999 : Quelle vie de chien! (Dogmatic) : Dennis Winslow
- 2001 : Mile Zero : Derek
- 2002 : Black Swan : Carl
- 2002 : Punch : Sam
- 2004 : Sugar (en) de Rotimi Rainwater : The Man
- 2004 : Cube Zero (vidéo) : Monsieur Jax
- 2007 : Outlanders : l'avocat de Jan
- 2007 : What You're Ready For (court-métrage) : Dr Edgar O. Laird
- 2007 : Normal : Carl
- 2009 : Mr. Nobody : Harry

#### Télévision
- 1985 : Le Vagabond (The Littlest Hobo) (série télévisée) (Saison 6, épisode 14)
- 1985 : Comedy Factory (série télévisée) : Gary (Saison 1, épisode 8)
- 1985 : Paul et les Jumeaux (série télévisée) : Winston / Gregory (Saison 3 et 4, 2 épisodes)
- 1986 : Kay O'Brien (série télévisée) : Étudiant en médecine (Saison 1, épisode 1)
- 1985 : Chasing Rainbows (mini-série télévisée) : Chris Blaine
- 1989 : The Private Capital
- 1992 : Le Meurtrier de l'Illinois (To Catch a Killer) : Lieutenant Joe Kozenczak
- 1993 : Lifeline to Victory : Paul Devereaux
- 1993 : Street Legal (série télévisée) : Adam Ruskin (Saison 8, épisodes 6 et 7)
- 1994 : Race to Freedom: The Underground Railroad : Alexander Ross
- 1995 : Strauss: The King of 3/4 Time : Johann Strauss Jr.
- 1995 : Un tandem de choc (série télévisée) : Walter Sparks (Saison 1, épisode 12)
- 1995 : L'héritage du mal (The Possession of Michael D.) : Dr Nick Galler
- 1996 : Heck's Way Home : Rick Neufeld
- 1996 : Voice from the Grave : Adam Schuster
- 1997 : Toutes les neuf secondes (Every 9 Seconds) : Ray
- 1998 : Style & Substance (série télévisée) : Michael (Saison 1, épisode 7)
- 1998 : Ice, tempête de glace aux USA : Greg
- 1998-2000 : Power Play (série télévisée) : Brett Parker (26 épisodes)
- 1999 : Win, Again!
- 1999-2000 : Au-delà du réel : L'aventure continue (série télévisée) : Riley (Saisons 5 et 6, 2 épisodes)
- 2001 : The Way We Live Now (mini-série télévisée) (3 épisodes)
- 2001 : The Associates (série télévisée) : Gary Singer (Saison 2, épisode 8)
- 2002 : Ace Lightning (série télévisée) : Ace Lightning
- 2002 : The Interrogation of Michael Crowe : Stephen Crowe
- 2002 : Les Otages de la jungle (100 Days in the Jungle) : Rod Dunbar
- 2003 : Veritas: The Quest (série télévisée) : Robert Fraser (Saison 1, épisode 6)
- 2003 : America's Prince: The John F. Kennedy Jr. Story : Douglas Conte, le biographe
- 2003 : Les Experts (série télévisée) : Steven McCormick (Saison 3, épisode 15)
- 2003 : Pour une vie meilleure (Homeless to Harvard: The Liz Murray Story) : Peter
- 2004 : Les liens du mariage (The Perfect Husband) : Ty Kellington
- 2004 : Pour la vie d'Emily (Saving Emily) : Kurt
- 2004-2006 : This Is Wonderland (série télévisée) : Elliot Sacks (39 épisodes)
- 2005 : Supervolcano : Richard 'Rick' Lieberman
- 2005 : Missing : Disparus sans laisser de trace : Steven Dawson (Saison 3, épisode 4)
- 2007 : Objectif Mars (série télévisée) : Rick Erwin (Saison 1, épisode 4)
- 2007 : St. Urbain's Horseman (mini-série télévisée) : Harry Stein
- 2008 : À la conquête de Mars (mini-série télévisée) : Rick Erwin
- 2008 : Les Enquêtes de Murdoch (série télévisée) : Dr Burrit Greyson (Saison 1, épisode 11)
- 2008 : The Tenth Circle : Mike Bartholomy
- 2009 : Flashpoint (série télévisée) : Pat Cosgrove (Saison 2, épisode 18)
- 2009-2011 : Les Vies rêvées d'Erica Strange (série télévisée) : Dr Tom Wexlar (51 épisodes)
- 2012 : La Vérité sur mon passé (My Mother's Secret) : Garrett Fowler
- 2012 : Karyn l'obstinée (Willed to Kill) : Dr Aaron Kade

### Comme producteur
- 2002 : Black Swan
- 2008 : French Film (coproducteur)
- 2012 : The Thompsons (producteur délégué)
- 2012 : The Seasoning House
- 2012 : Deviation (coproducteur)

## Distinctions
- Distingué à 5 reprises aux prix Gemini